# 한준기
한준기(韓俊基, 1927년 ~ 2011년 10월 15일)는 대한민국의 전 철도직 공무원이다. 1949년에 22세의 나이로 기관사 자격증을 취득하여 한국철도 역사상 최연소 기관사 기록 보유자이자, 한국 전쟁 당시인 1950년 12월 31일 경의선 장단역의 증기기관차(마터 2형 10호, 대한민국의 등록문화재 제 78호)를 마지막으로 운전했던 기관사로 잘 알려져 있다.

## 생애
일본 후쿠오카에서 태어났으며 1943년 5월부터 1945년 10월까지 일본에서 철도기관사로 일했다. 이후 1945년 11월에 귀국해 1946년 2월부터 서울철도국 수색기관차사무소에서 일을 시작해 증기 기관차를 몰고 경의선 구간 (서울역 ~ 개성역 ~ 토성역)을 운행했다. 1985년에 대한민국 철도청에서 명예 퇴직하였으며 2000년에 대한민국 건설교통부에서 경의선 관련 자료집을 발간하며 경의선 마지막 기관사로 공식 인정했다. 같은 해 9월에는 경의선 철도·도로 연결 기공식에서 '염원의 열차'를 50ｍ가량 시운전했고 2007년 5월에는 경의선 시험운행 행사에 초청받아 개성역을 방문하기도 했다. 2011년 10월 15일에 노환으로 84세의 일기로 별세했다.

## 같이 보기
- 장단역
- 마터형 증기 기관차

## 참고 자료
- 경의선 마지막 기관사 한준기씨 별세, 경인일보 2011년 10월 16일자
- ‘철마는 다시 달리고 싶다’ 꿈 못다 이룬 채 지다, 동아일보 2011년 10월 16일자